# 朱缨花
朱缨花（学名：Calliandra haematocephala）又名粉撲花、大粉撲花、紅絨球、美洲合歡，为豆科朱缨花属的植物。分布在热带、亚热带、台湾、南美以及中国大陆的广东、福建等地，目前已由人工引种栽培。

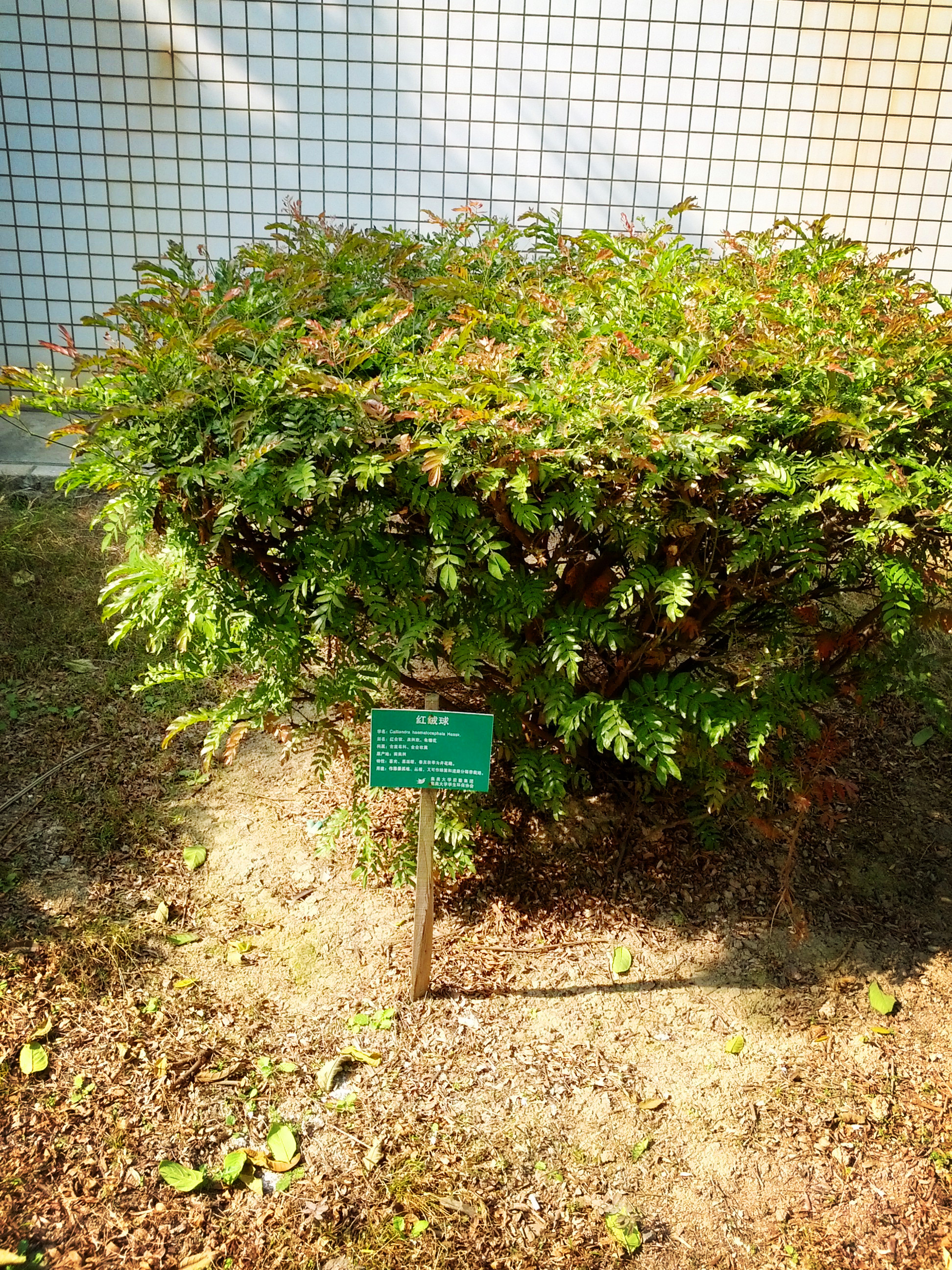
在集美大学校园拍摄的红绒球